# Hanno Hurth
Hanno Hurth (* 16. September 1963 in Wiesbaden) ist ein deutscher Verwaltungsjurist, Politiker (parteilos) und Landrat des Landkreises Emmendingen.

## Leben
Nach dem Abitur in Wiesbaden und dem Wehrdienst studierte er 1983 an der Johannes-Gutenberg-Universität in Mainz zunächst Geschichte, Latein und Griechisch. 1984 begann er das Studium der Rechtswissenschaften an den Universitäten in Mainz und Freiburg. An der Albert-Ludwigs-Universität Freiburg legte er 1989 das 1. juristische Staatsexamen ab. Das Referendariat absolvierte er u. a. am Landgericht Waldshut-Tiengen, an der Verwaltungshochschule in Speyer und an der deutsch-kanadischen Industrie- und Handelskammer in Toronto. 1992 folgte das 2. juristische Staatsexamen in Freiburg.
Nach beruflichen Stationen in den Landratsämtern Freudenstadt (1992) und Göppingen (1993) war er von 1996 bis 1999 persönlicher Referent des baden-württembergischen Innenministers Thomas Schäuble. Seit 1999 war Hanno Hurth Erster Landesbeamter und damit Stellvertreter des Landrats im Landratsamt Esslingen.
Im März 2003 wählte ihn der Kreistag im dritten Wahlgang zum Landrat des Landkreises Emmendingen.  Im März 2011 wurde er wiedergewählt; seine dritte Amtszeit begann im Juni 2019, nachdem er im März 2019 ein zweites Mal wiedergewählt wurde.
Seit 2007 ist er ehrenamtlicher Vorsitzender des Deutschen Roten Kreuzes Kreisverband Emmendingen e. V. und seit 2023 Präsident des DRK Landesverband Badisches Rotes Kreuz.
Hanno Hurth ist verheiratet und hat drei Kinder.